# Via Teulada 66
Via Teulada 66 è stato un programma televisivo italiano a metà tra il rotocalco ed il varietà, in onda su Rai 1 a partire dal 3 ottobre 1988 fino al 16 giugno 1989, dal lunedì al venerdì dalle ore 12:05 alle 13:30, condotto da Loretta Goggi.

## Il programma
Dopo il grande successo di Ieri, Goggi e domani, rotocalco preserale che ha fatto guadagnare a Loretta un Telegatto come personaggio televisivo femminile dell'anno, è la volta del day-time.
Rai 1 cambia impostazione, stile e contenuti del suo talk show di mezzogiorno: si vuole abbandonare il tema del salotto di casa ricostruito in studio (come nei precedenti talk meridiani Pronto, Raffaella?, Pronto, chi gioca? e Pronto, è la Rai?) per portare, invece, il pubblico nel cuore della stessa TV, lo si vuole portare, appunto, in Via Teulada 66, dove ha sede il centro di produzione televisivo principale della Rai di Roma: il divano e le poltrone sono sostituite da più ambienti diversificati, ciascuno legato a diversi tipi di intrattenimento; la redazione per informazioni ed interviste su temi d'attualità, il bar per confronti e momenti di dialogo più spensierati, il vero e proprio studio televisivo per musica dal vivo e giochi telefonici ed interattivi con i telespettatori a casa. Non ci sono comparse, il pubblico è sostituito da filmati che riproducono gli applausi di alcuni dei teatri più famosi d'Italia.
Loretta è supportata dalle sorelle Sisters, un trio composto da tre attrici brillanti, tra cui Daniela Piperno, (apparsa anche in Pane e tulipani di Silvio Soldini), già ospiti in una delle settimane conclusive di Ieri, Goggi e domani, Leopoldo Mastelloni che torna a lavorare in Rai come ospite fisso dopo un lungo periodo di oscuramento ed un giovane Fabio Fazio con le sue imitazioni, già assieme alla Goggi in Loretta Goggi in quiz. Successivamente si aggiunge al cast anche Vito, comico bolognese presenza muta del programma. L'aspetto musicale, è affidato ai Quattropercento, che accompagnano Loretta in segmenti musicali dal vivo. Il programma prevede inoltre la presenza di un unico ospite musicale per tutta la settimana.
La sigla iniziale, un brano di Totò Savio e Carla Vistarini, è girata in parte negli interni ed in parte nel cortile del Centro di Produzione Rai di Via Teulada 66 dal corpo di ballo di cui faceva parte anche Manuel Frattini. Il mio uomo, sigla finale della trasmissione, diventa una hit, entra in classifica e fa da traino ad un nuovo album di Loretta prodotto da Mario Lavezzi, intitolato Punti di vista che la Goggi presenterà all'interno della trasmissione e le cui canzoni si avvicenderanno come sigle finali del programma, in sostituzione de Il mio uomo.
La trasmissione ricevette una nomination al Gran Premio Internazionale dello Spettacolo del 1989 come miglior talk show, perdendo a favore del Maurizio Costanzo Show.

## Ascolti
Il pubblico italiano dimostra di essere un po' restio ai cambiamenti drastici. Dopo un primo periodo di rodaggio, gli autori ed il regista decidono di apportare una serie di cambiamenti in modo da trovare un giusto equilibrio tra le esigenze della conduttrice e i gusti e le preferenze del pubblico. L'impostazione rimane fondamentalmente la stessa ma in maniera progressiva, nel corso dei mesi di programmazione, torna il pubblico in studio, torna l'apparecchio telefonico (inizialmente eliminato dal campo visivo) e viene data una maggiore importanza all'interazione tra la Goggi ed i telespettatori attraverso un sensibile aumento dei giochi telefonici a premi, alcuni dei quali ottengono uno straordinario successo (come ad esempio La parola Boom).
Il programma diventa, alla fine, una sorta di mix tra vecchio e nuovo. L'auditel, comunque, ripaga l'impegno e, dopo una prima flessione dovuta al disorientamento del pubblico, gli ascolti tornano a salire e il programma riesce a vincere la concorrenza interna di Mezzogiorno è..., talk show di Gianfranco Funari in onda contemporaneamente su Rai 2, ma non quella di Corrado con il suo quiz Il pranzo è servito in onda su Canale 5 alla stessa ora e dunque terminerà dopo una sola stagione, venendo sostituito nell'autunno successivo da Piacere Raiuno condotto da Piero Badaloni, Toto Cutugno e Simona Marchini.
La Goggi riesce a rimanere sé stessa pur adeguando il proprio stile ad un contesto, quello dell'ora di pranzo, che, nel lungo termine, si rivela poco adatto a valorizzare il suo talento ed il suo essere donna di spettacolo a 360 gradi. Lei stessa ha dichiarato più volte che, pur senza rinnegarla, considera l'esperienza di Via Teulada 66 una prova molto faticosa e stressante.

## Cast tecnico
Regia: Gianni Brezza

Autori: Carla Vistarini, Giulia Schiavi, Vittorio Schiraldi

Costumi: Mario Ambrosino

Gli abiti della signora Goggi sono di Gianfranco Ferré

Direzione musicale: Totò Savio